# Mistrzostwa Chin w szachach
Mistrzostwa Chin w szachach – rozgrywki szachowe organizowane od roku 1957 (wśród kobiet od roku 1979), mające na celu wyłonienie najlepszych szachistów w Chinach. Liderami pod względem liczby zdobytych złotych medali są Liu Shilan i Ye Jiangchuan (oboje po 7).

## Lista zwycięzców
| Rok  | Mężczyźni                                   | Kobiety                                     |
| ---- | ------------------------------------------- | ------------------------------------------- |
| 1957 | Zhang Fujiang                               |                                             |
| 1958 | Xu Jialiang                                 |                                             |
| 1959 | Deng Wenxiang                               |                                             |
| 1960 | Xu Tianli                                   |                                             |
| 1962 | Xu Tianli                                   |                                             |
| 1964 | Jian Mingji                                 |                                             |
| 1965 | Huang Xinzhai                               |                                             |
| 1966 | Zhang Donglu                                |                                             |
| 1974 | Chen De                                     |                                             |
| 1975 | Qi Jingxuan                                 |                                             |
| 1977 | Chen De                                     |                                             |
| 1978 | Qi Jingxuan                                 |                                             |
| 1979 | Li Zunian                                   | Liu Shilan                                  |
| 1980 | Liu Wenzhe                                  | Liu Shilan                                  |
| 1981 | Ye Jiangchuan                               | Liu Shilan                                  |
| 1982 | Liu Wenzhe                                  | Zhao Lan                                    |
| 1983 | Xu Jun                                      | Liu Shilan                                  |
| 1984 | Ye Jiangchuan                               | Liu Shilan                                  |
| 1985 | Xu Jun                                      | Liu Shilan                                  |
| 1986 | Ye Jiangchuan                               | Liu Shilan                                  |
| 1987 | Ye Jiangchuan                               | Peng Zhaoqin                                |
| 1988 | Wang Zili                                   | Qin Kanying                                 |
| 1989 | Ye Jiangchuan                               | Xie Jun                                     |
| 1990 | Ye Rongguang                                | Peng Zhaoqin                                |
| 1991 | Lin Weiguo                                  | Qin Kanying                                 |
| 1992 | Lin Weiguo                                  | Zhu Chen                                    |
| 1993 | Tong Yuanming                               | Peng Zhaoqin                                |
| 1994 | Ye Jiangchuan                               | Zhu Chen                                    |
| 1995 | Liang Jinrong                               | Qin Kanying                                 |
| 1996 | Ye Jiangchuan                               | Zhu Chen                                    |
| 1997 | Lin Weiguo                                  | Wang Lei                                    |
| 1998 | Peng Xiaomin                                | Wang Lei                                    |
| 1999 | Wang Zili                                   | Qin Kanying                                 |
| 2000 | Liang Jinrong                               | Wang Lei                                    |
| 2001 | Zhang Zhong                                 | Wang Lei                                    |
| 2002 | Zhang Pengxiang                             | Wang Pin                                    |
| 2003 | Zhang Zhong                                 | Xu Yuanyuan                                 |
| 2004 | Bu Xiangzhi                                 | Qin Kanying                                 |
| 2005 | Wang Yue                                    | Wang Yu                                     |
| 2006 | Ni Hua                                      | Li Ruofan                                   |
| 2007 | Ni Hua                                      | Hou Yifan                                   |
| 2008 | Ni Hua                                      | Hou Yifan                                   |
| 2009 | 1. Ding Liren 2. Wang Hao 3. Bu Xiangzhi    | 1. Shen Yang 2. Zhao Xue 3. Tan Zhongyi     |
| 2010 | 1. Wang Hao 2. Bu Xiangzhi 3. Zhou Jianchao | 1. Ju Wenjun 2. Huang Qian 3. Tan Zhongyi   |
| 2011 | 1. Ding Liren 2. Ni Hua 3. Zhou Jianchao    | 1. Zhang Xiaowen 2. Zhao Xue 3. Wang Jue    |
| 2012 | 1. Ding Liren 2. Yu Yangyi 3. Ni Hua        | 1. Huang Qian 2. Zhang Xiaowen 3. Ju Wenjun |
| 2013 | 1. Wang Yue 2. Ma Qun 3. Li Chao            | 1. Ding Yixin 2. Guo Qi 3. Shen Yang        |
| 2014 | 1. Yu Yangyi 2. Ding Liren 3. Ma Qun        | 1. Ju Wenjun 2. Shen Yang 3. Lei Tingjie    |
| 2015 | Wei Yi                                      | Tan Zhongyi                                 |
| 2016 | Wei Yi                                      | Guo Qi                                      |
| 2017 | Wei Yi                                      | Lei Tingjie                                 |
| 2018 | Yang Wen                                    | Mo Zhai                                     |
| 2019 | Lu Shanglei                                 | Zhu Jiner                                   |
| 2020 | Yu Yangyi                                   | Tan Zhongyi                                 |
| 2021 | Yu Yangyi                                   | Tan Zhongyi                                 |
| 2022 | Dai Changren                                | Tan Zhongyi                                 |
| 2023 | Li Di                                       | Guo Qi                                      |
| 2024 | Wang Yue                                    | Lu Miaoyi                                   |